# Waimate
Waimate – miasto w Nowej Zelandii. Położone we wschodniej części Wyspy Południowej, w regionie Canterbury, 2839 mieszkańców. (dane szacunkowe – styczeń 2010).

## Miasto Partnerskie
- Milton-Freewater, USA[2]